# Dulce Nombre de María

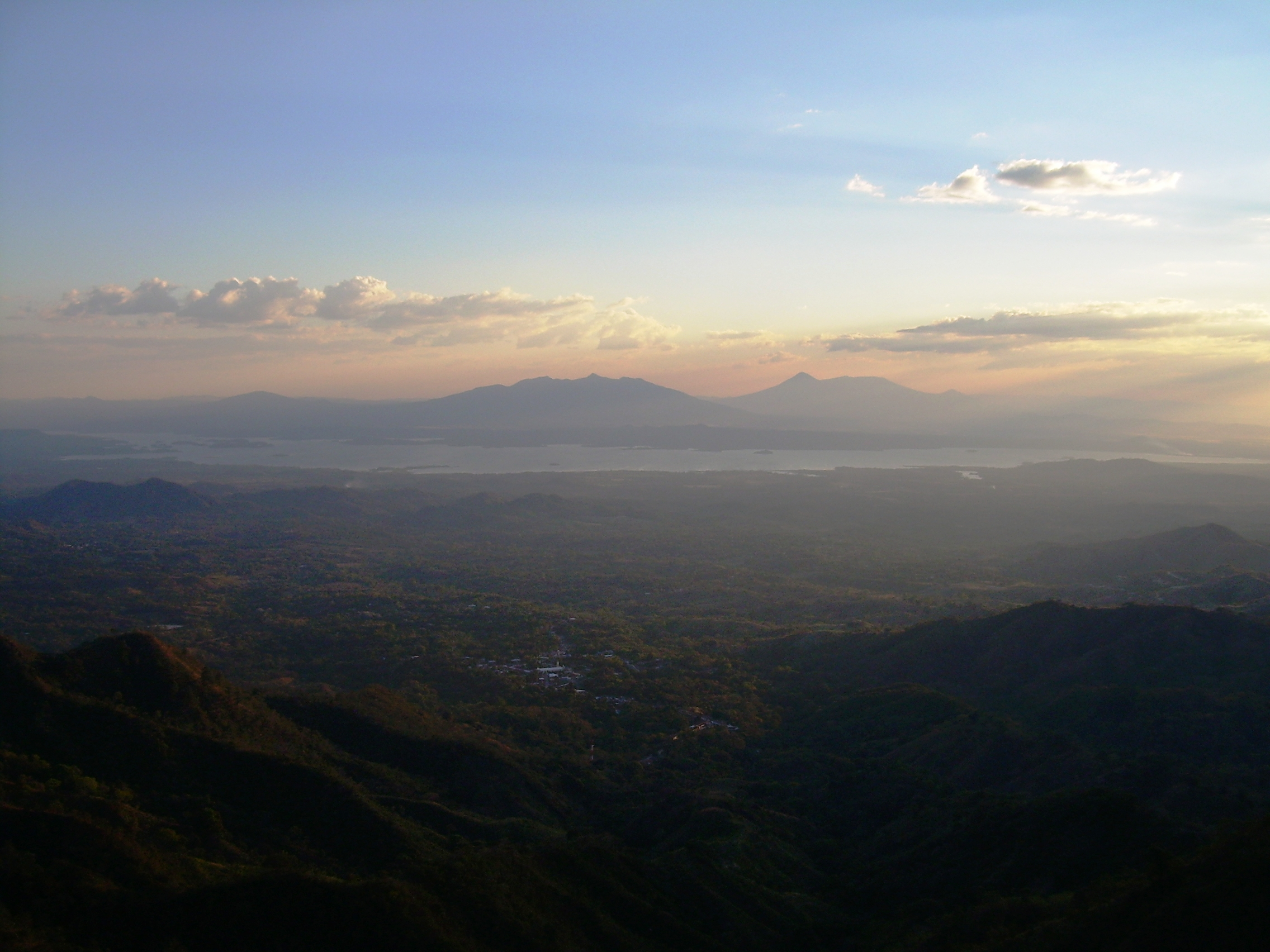
Panorámica desde la zona alta de Dulce Nombre de María

Dulce Nombre de María es un distrito del municipio de Chalatenango Centro localizado en el departamento de Chalatenango, a 72 km de la ciudad capital (San Salvador) y a una altitud de 440 m s. n. m.
El distrito tiene una población de 4 708 habitantes, según el censo de 2024.
| Censo | Población | Cambio | Porcentaje |
| ----- | --------- | ------ | ---------- |
| 2007  | 5 051     | N/D    | N/D        |
| 2024  | 4 708     | -343   | -6.8%      |

## Geografía física

### Localización
- Área rural: 53,92 km².
- Área urbana: 0,12 km².

Limita al norte con San Fernando, al sur con San Rafael y Santa Rita, al oriente con la población de Comalapa y al poniente con San Francisco Morazán. 

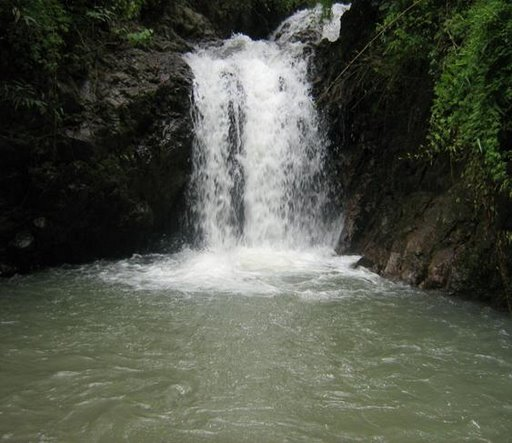
Cascada La Conquista

### Hidrografía
En el distrito se encuentran los siguientes ríos: Las Lajas o los Mangos, El Potrero o la Canoa, Sumpul Los Naranjos y El Sumpulito; las Quebradas: El Carnotal, Joya del Nicho, La Escalera, de la Conquista, El Ocotal, El Sitio, La Campana; los Zanjones: Los Mangos o Las Cuevas o Rio Azambio, La Montaña o El Playon, El Achiotal, de Las Canoas, El Guaro, La Gallina, Junquillo, Chorro Blanco y Joya de Jute.

#### Río Sumpul
Hace su entrada en este distrito, a 12,8 km al norte de la ciudad de Dulce Nombre de María. Su recorrido en ese municipio sirve de límite internacional, entre la República de El Salvador y Honduras; la longitud de su recorrido dentro de los límites del municipio es de 12,5 km

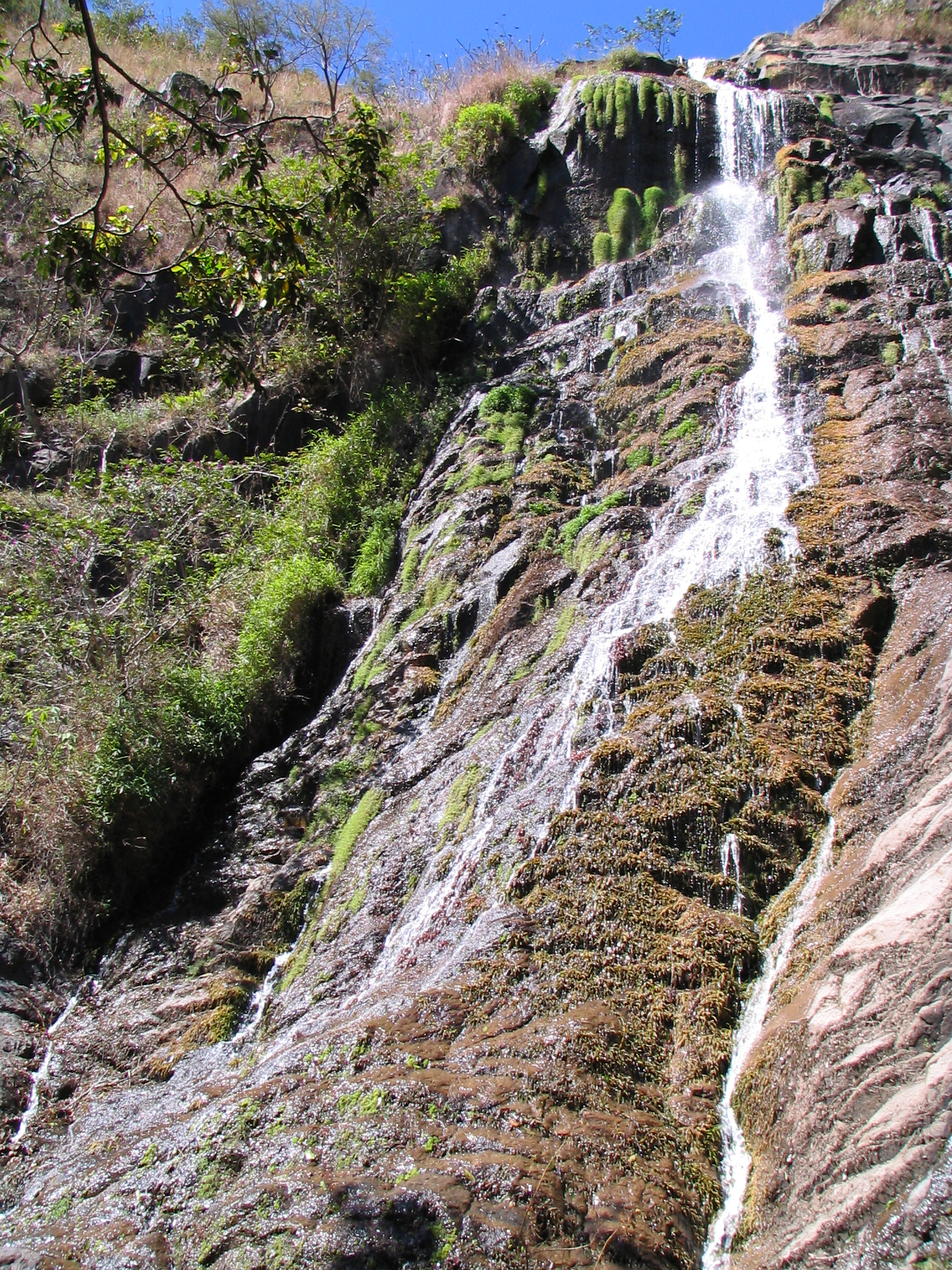
El Chorrón Blanco

#### Río Los Naranjos
Nace como quebrada Chorro Blanco, ubicado entre el cerro Ojo de Agüita y la loma de Mantequilla, a 9,6 km al norte de la ciudad, corre en dirección del este, hasta desembocar en el río Sumpul; su longitud es de 5,5 km
y es un sitio de gran belleza que siempre es recomendado visitarlo por su grandeza en naturaleza y en calidez de personas que lo habitan.

### Orografía
Los rasgos orográficos más notables son los cerros: Ojo de Aguita, Sacarillar, El Cuervo, El Viejo Diego, Candelero, El Pilón, Terrero, Pilón, Peña de Agua, Los Pitos, La Cuevoria, El Ensigno, La Campana, Cerro verde, La Taberna, Casampulga, Picachu, Volcancillo; las lomas: El Mantequillal, El Jute, El Salamo, La Cuesta, El Pajal, La Cuesta, EJ Pajal, Cuchilla Angosta y Copa del Carrizal. 

#### Cerro Ojo de Agua
Está situado al norte de la ciudad de Dulce Nombre de María, su cima sirve de mojón en el límite que divide a este distrito con el de San Francisco Morazán; está a 1.590 m s. n. m.

#### El Viejo Diego
Situado a 5,8 km al norte de la ciudad, su cima sirve de mojón en el límite distrital a San Francisco Morazán y Dulce Nombre de Maria elevado a 1476 m s. n. m.

### Clima
El clima es fresco, pertenece a tipo de tierra caliente y templada. LI monto fluvial anual oscila entre 1900 y 2350 mm

## Naturaleza

### Fauna
Entre las especies más comunes: venados, pezotes, tacuacines, cuzucos (armadillo), pumas, tigrillos, coyotes, ganado vacuno, porcino, mular. Aves: gallinas, pavos, o guajolotes, patos, palomas de castilla, pijuyos, zopilotes, catalnicas etc. Reptiles: garrobos, iguanas, lagartijas, culebras, masacuatas, coral y tamagás, existen otros pero en menor escala. Peces: cangrejos de río, anguila, filines y chimbolas.

### Flora
La flora constituye bosques húmedos tropicales y bosque muy húmedo subtropical. Las especies arbóreas más notables son: madre cacao, pepeto, pino u ocote, chaparro, nance, roble, tambor, capulín de monte, mulo y níspero.

### Geología

#### Suelos
Los tipos de suelo son: Latosoles arcilloso rojisos y Litosoles. Alfisoles son la fase pedregosa superficial, de ondulada a montañosa muy accidentada suelos pegzolólicos rojo amarillento Litosoles, conforman la fase pedregosa de ondulada a montañosa muy accidentada, Litosoles y Regosoles Entisoles fase ondulada a montañosa muy accidentada.

#### Rocas
Predominan los tipos: Granito Graniodorita, Reolitas, andiséticas y materiales piro elásticos.

## Historia
En 1790 el municipio de "Dulce Nombre de María" fue fundado por varias familias españolas, enviadas a esta región por el intendente de San Salvador Francisco Luis Héctor de Carondelet (también conocido como el Barón de Carondelet). En 1807, según el corregidor intendente Don Antonio Gutiérrez y Ulloa la población original se ha dividido en dos aldeas de ladinos, la una llamada: pueblo viejo del Dulce Nombre de María; el otro pueblo nuevo del Dulce Nombre de María. Ambas comunidades pertenecían al partido y curato de Tejutla. Posteriormente estas aldeas volvieron a fusionarse y a constituir un nuevo municipio. El presbítero y doctor Don Isidro Menéndez dice de Dulce Nombre de María lo siguiente: era una aldea cuyos moradores fueron antes de 1821 domiciliarios de la cabecera del partido de Tejutla, se ignora con virtud de que orden y acuerdo eligieron un alcalde, cuatro regidores y un síndico. En la campana de la iglesia tiene la siguiente leyenda El Dulce Nombre de María NNS Blanca año 1827 2ª campana siendo cura Don León Ventura dedicada a NS: Dulce Nombre de María.

### Pos-independencia
Este municipio ha pertenecido desde el 12 de junio de 1824 al 22 de mayo de 1875 al departamento de San Salvador; del 22 de mayo de 1835 al 14 de febrero de 1855 al departamento de Cuscatlán y partir de esta última fecha al departamento de Chalatenango.
En 1841 Dulce Nombre de María figuraba como uno de los cantones electorales en que se dividió El Salvador.
A mediados de noviembre de 1846, el General Francisco Malespín derrota en este pueblo a la vanguardia de las fuerzas gobiernistas que dirigía el coronel Rubín pero el día 15 el apunta al presbítero y doctor Don Isidro Menéndez “que sabe de cierto que en el año 1848 eligieron a un segundo alcalde y otros cuatro regidores, que con aquellos formaron un número de once municipales. como el centro escolar reino de Suecia donde estudia henry colorado y manuel vasquez.
En el 13 de enero de 1854, el gobernador José D. Montiel reporta en un informe de mejoras en el Departamento de Cuscatlán que en Dulce Nombre de María se habían construido 76 varas de empedrado en diferentes puntos de sus calles con la anchura de 4 varas. Se repararon algunas calles y los caminos reales que van para la montaña, Tejutla y Chalatenango, lo mismo que las entradas y salidas del mismo pueblo y se asearon los ojos de agua de donde se sirven para su consumo.
Por ley de 31 de enero de 1881 sus cantones denominados Llano Grande, Desamparados, Morritos y Ojos de Agua se erigieron en pueblo con el nombre de San Rafael.
Por ley de 12 de mayo de 1907 se le anexó como cantón el antiguo pueblo de Santa Rita
Obtuvo el título de Villa el 22 de abril de 1910. Y se erigió cabecera de distrito el 15 de julio de 1919
Por ley de 15 de junio de 1919 el distrito de Dulce Nombre de María es creado con cabecera en la villa de igual nombre y compuesto además, por los municipios de: San Fernando, El Paraíso, San Francisco Morazán, San Rafael, Santa Rita, Comalapa y La Laguna. Los dos últimos pueblos fueron segregados del distrito de Chalatenango y los restantes del de Tejutla
Por ley de 12 de marzo de 1947, el cantón El Morro se agrega del pueblo de Comalapa y se incorporó en la Villa de Dulce Nombre de María.

## Política
Los movimientos políticos que ha tenido la comunidad han sido las divisiones de los mismos partidos, y esto ha dado lugar a que muchas personas ya no crean en ellos y por ende no acuden a dar su voto. En esta comunidad existen personas de diferente ideología partidaria.
Las fuerzas partidarias más fuertes son:  Alianza Republicana Nacionalista (ARENA) y el Partido de Concertación Nacional (CN).
En el año 2021, el bipartidismo que había existido en este municipio llegó a su fin, dando apertura a una nueva gestión bajo el partido de Nuevas Ideas.

## Religión

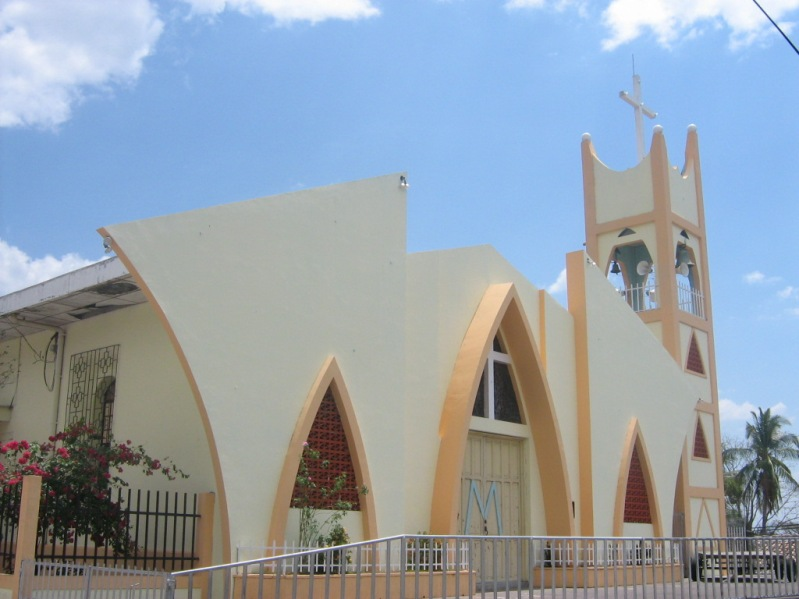
Iglesia de Dulce Nombre de María

En el municipio de Dulce Nombre de María existen varias religiones (en su mayor número protestantes).  Sin embargo, la que tiene más predominio, en cuanto a asistencia de personas es la religión católica, que es la religión histórica predominante y, además, la encargada (a través de sus distintos comités) de organizar la fiesta del maíz, las fiestas patronales de la ciudad, la Semana Santa, entre otras festividades que se llevan a cabo cada año.

## Organización territorial y urbanismo
La ciudad de Dulce Nombre de María cuenta con cinco barrios, los cuales son:

### Barrio Concepción
Ubicado en el sur de la ciudad, en este barrio se encuentra el centro escolar "Francisco Gavidia" durante las fiestas patronales de la ciudad, a este barrio le corresponde el día 8 de diciembre, su patrona es la Inmaculada Concepción.

### Barrio el Calvario
Está ubicado al oeste de la ciudad, durante las fiestas patronales de la ciudad a este barrio le corresponde el día 7 de diciembre, su patrona es la Virgen de Guadalupe.

### Barrio el Centro
Está ubicado al centro de la ciudad, en este barrio se encuentra la iglesia, el parque central, el mercadito municipal entre otros. Durante las fiestas patronales de la ciudad a este barrio le corresponde el día 11 de diciembre, su patrona es la Virgen María (que a la vez es la patrona de la ciudad).

### Barrio el Carmen
Está ubicado al este de la ciudad, en él se encuentra la alcaldía municipal, la oficina forestal, correos, la policía nacional civil (PNC), el instituto nacional de Dulce Nombre de María (INDMA) entre otras instituciones Durante las fiestas patronales de la ciudad a este barrio le corresponde el día 9 de diciembre, su patrona es la Virgen del Carmen.

### Barrio San José
Está ubicado al norte de la ciudad y es uno de los barrios con mayor tamaño, durante las fiestas patronales de la ciudad a este barrio le corresponde el día 10 de diciembre, su patrón es San José.

### Cantones y Caseríos
Por su administración el municipio de Dulce Nombre de Maria, se divide en 10 cantones y 35 caseríos.
- El Amate
  - El Amate
  - Los Herreras
- Cuevitas 
  - Cuevitas
  - Plan Grande
  - El Cerro Verde
- Chorro Blanco
  - Chorro Blanco
  - El Jocote
  - El Plan
  - El Zángano
  - El Camotal

- El Común
  - El Común
  - El naranjo
  - Las Alas

- El Ocotal
  - Plan del Ojo De Agua
  - El Chupadero
  - El Plan Chino
  - El Quebracho
  - Cueva del Ermitaño
  - Los Pitos
  - El Manzano

- El Rosario
  - El Rosario
  - La Laguna

- Gutiérrez 
  - Gutiérrez
  - La Quinta
  - Cerrito de Piedra

- Los Achiotes
  - Los Achiotes
  - La Cumbre
  - El Terrero
  - Los Gonzáles

- Los Encuentros
  - Los Encuentros
  - El Chupadero
  - El Calero
  - La Mantequilla
  - La Chacra

- Sitio Arriba
  - Sitio Arriba

- Sitio Abajo
  - Sitio Abajo

## Cultura

### Entidades culturales
Entre las funciones del Gobierno local, la oficina sirve al contribuyente. Las relaciones del gobierno con la comunidad, se dan al trabajar coordinando actividades.

### Comités de Festividades
- Comité de Festejos Patronales
- Comité Pro-Festival del Maíz
- Comité de Apoyo de la Casa de la Cultura
- Consejo Municipal
- Comité Amigos de la Biblioteca
- Comités deportivos.

### Comités culturales
- Grupo de danza y baile popular "Juventud sin límites"
- Grupo de Danza de la Casa de la Cultura
- Grupo de danza del Centro Escolar Francisco Gavidia (Multicampeones de danza folklòrica a nivel departamental y nacional)
- Grupo de Teatro del Instituto Nacional.
- Grupo de danza "Xochil" del Instituto Nacional. (potencia artística de Chalatenango, campeones departamentales de danza folklórica y baile moderno, campeones del certamen "Cuna de la Paz", realizado en La Palma, Chalatenango)
- Grupo de música de proyección folclórica Gualquipatl
- Banda de paz INDMA

## Instituciones de gobierno y no gubernamentales
- Museo Municipal
- UNIDAD DE SALUD (dependiente del Ministerio de Salud y Asistencia Social ( estatal): fecha de fundación 1967; asimismo existen Clínicas de carácter privado tanto de servicios dentales como de medicina general.
- Instituto Nacional de Dulce Nombre de María (INDMA): fecha de fundación 1 de febrero de 1979
- Cortes Judiciales ( Juzgados): Debido a que ostenta la categoría de Distrito dentro del dpto. de Chalatenango, el municipio es a la vez Distrito Judicial, junto a Tejutla y Chalatenango, por ello funcionan en este dos tribunales de Paz, y un Tribunal de instancia. Existen documentos que datan desde 1800, no existe una fecha exacta de su fundación.
- Seguridad pública, el municipio cuenta con estación de la Policía Nacional Civil (PNC): fundada en 1993
- Centro Escolar Francisco Gavidia
- Alcaldía Municipal: sin fecha de fundación pero existe información que en 1848 se eligió el segundo alcalde y cuatro regidores que con aquellos formaron un número de once municipios
- Casa de La Cultura: fundada el 19 de abril de 1991
- Escuela de Educación Parvularia: sin fecha de fundación, pero tentativamente inició en 1970; inaugurándose el nuevo local donde actualmente funcionan con el apoyo del FIS.
- Cooperativas financieras
- Protección Civil

## Patrimonio cultural inmaterial

### Festividades
- Día de la Cruz: celebración hecha en frente de la Casa de la Cultura y que consiste en llevar muchas frutas y colocarlas a la par de la cruz. Después, por la noche, se hacen actos donde hay danzas y al final se reparten las frutas a los asistentes al evento.

- Fiesta del Maíz: se celebra desde 1985 oficialmente en la primera semana de agosto y al añochecer se celebra una noche de disco. Al día siguiente se hace un desfile de candidatas que desfilan en carretas haladas por bueyes que se adornadas con la planta del maíz. Algunas candidatas son de las localidades aledañas a este municipio y lucen vestidos típicos. En el atrio de la iglesia se ubica un jurado que califica todo desde el mejor vestido hasta el mejor sombrero que lucen los participantes. A la vez, se pueden degustar los diferentes derivados del maíz como lo son: los tamales, las riguas, el atole, los elotes cocidos, las tortitas de elote; entre otros. Es una de las fiestas más reconocidas del departamento.

- Fiestas Patrias: comienzan el primero de septiembre con el desfile de las principales instituciones educativas del municipio. Después en la segunda semana de septiembre se realizan actos por la noche en el atrio de la iglesia que promueven las principales instituciones públicas y privadas de la ciudad. Estas concluyen el quince de septiembre (día de la independencia de El Salvador). Por último se concluye con el desfile de las instituciones educativas de la ciudad el treinta de septiembre.

- Las fiestas Patronales: se celebran en honor a la virgen María; dichas fiestas se inician el 6 de diciembre y concluyen el 12 de diciembre. Se dice que anteriormente se celebraban en el mes de septiembre y su actividad era de gran trascendencia ya que venían personas de otros lugares con variedad de productos y golosinas provenientes de Honduras, Santa Rita, San Rafael, San Fernando y todos los pueblos y cantones que geográficamente están más cerca de Dulce Nombre de María. Se dice que estas fiestas se suspendieron en septiembre debido a las constantes lluvias que caen en este mes, y es por ello que se trasladaron a diciembre.
  - Se celebran de la siguiente manera:

- Se inicia con un desfile de correos, acompañado de las candidatas a reina de las fiestas patronales, se entregan los programas de las fiestas y culmina con un rodeo gratis en el barrio de la Concepción.
- Se hace la inauguración oficial con un activo religioso-cultural en el plaza de la ciudad.
- A cada barrio le corresponde un día fijo, el barrio es el encargado de amenizar las actividades de su día como serenatas, jornadas infantiles, paseos de enmascarados con carrozas, misa en honor a su patrono, entrada en el barrio y procesión con su respectivo patrón o patrona
- Se dan diferentes actividades durante el transcurso de las fiestas.
- El 11 de diciembre se hace el desfile con todas las candidatas a reina de las fiestas patronales en carrozas decoradas de una forma muy original y típica, acompañadas de enmascarados o viejos. Además, asisten los alcaldes de los municipios cercanos y hasta de alcaldes extranjeros.
- Se celebra una solemne eucaristía en honor a la patrona, luego da inicio el evento de elección y coronación de las fiestas patronales.
- Para culminar la noche de fiesta, se cierra con un baile con un grupo musical para amenizar lo que queda de la noche hasta el amanecer.
- El día 12 de diciembre se celebra la gran misa patronal en honor a la patrona de la ciudad, la Virgen María. Esa misma tarde, hay un concierto musical y la presentación artística de los grupos de baile y danza. A continuación da origen la solemne procesión en honor a la patrona, que recorre las principales calles y avenidas de la ciudad.
- Las fiestas patronales se clausuran con la tradicional y espectacular quema de pólvora china y quemas de toritos pirotécnicos
- Fiestas Navideñas: se acostumbra celebrar el 24 de diciembre, en el atrio de la iglesia una dramatización sobre el nacimiento de nuestro señor Jesucristo